# Przełęcz Emila Zegadłowicza
Przełęcz Emila Zegadłowicza (ok. 425 m) – przełęcz w Beskidzie Małym, w najdalej na północ wysuniętym Paśmie Bliźniaków. Pasmo to ciągnie się od doliny Wieprzówki w Andrychowie po dolinę Skawy na wschodzie. Przełęcz E. Zegadłowicza znajduje się w jego wschodniej części, pomiędzy szczytem Łysej Góry (548 m), a zachodnim wierzchołkiem Iłowca (485 m), zaraz po jego zachodniej stronie. Południowe stoki przełęczy opadają do doliny Ponikiewki w miejscowości Ponikiew, północne do Zawadki na Pogórzu Śląskim.
Przełęczy nadano nazwę dla uczczenia Emila Zegadłowicza, który spędził dzieciństwo i młodość w Gorzeniu Górnym i od młodości chodził na Iłowiec i tę przełęcz. Nazwę przełęczy podaje Aleksy Siemionow w „Ziemi Wadowickiej”. Na poziomicowej mapie Geoportalu pomiędzy Łysą Górą a Iłowcem są 2 niewybitne szczyty i 3 przełączki między nimi, mapa nie podaje, która z nich to Przełęcz E. Zegadłowicza. Najniższa z nich ma wysokość 434 m. Przez przełęcz biegnie granica między wsiami Zawadka i Ponikiew w województwie małopolskim, powiecie wadowickim, w gminie Wadowice.
Piesze szlaki turystyczne
 Inwałd – Wapiennica – Przykraźń – Panienka – Kłokocznik – Giermotka – Bliźniaki – Przełęcz im. Czesława Panczakiewicza – Łysa Góra – Przełęcz Emila Zegadłowicza – Iłowiec – Gorzeń Górny.